# Ahmad Faris Shidyaq

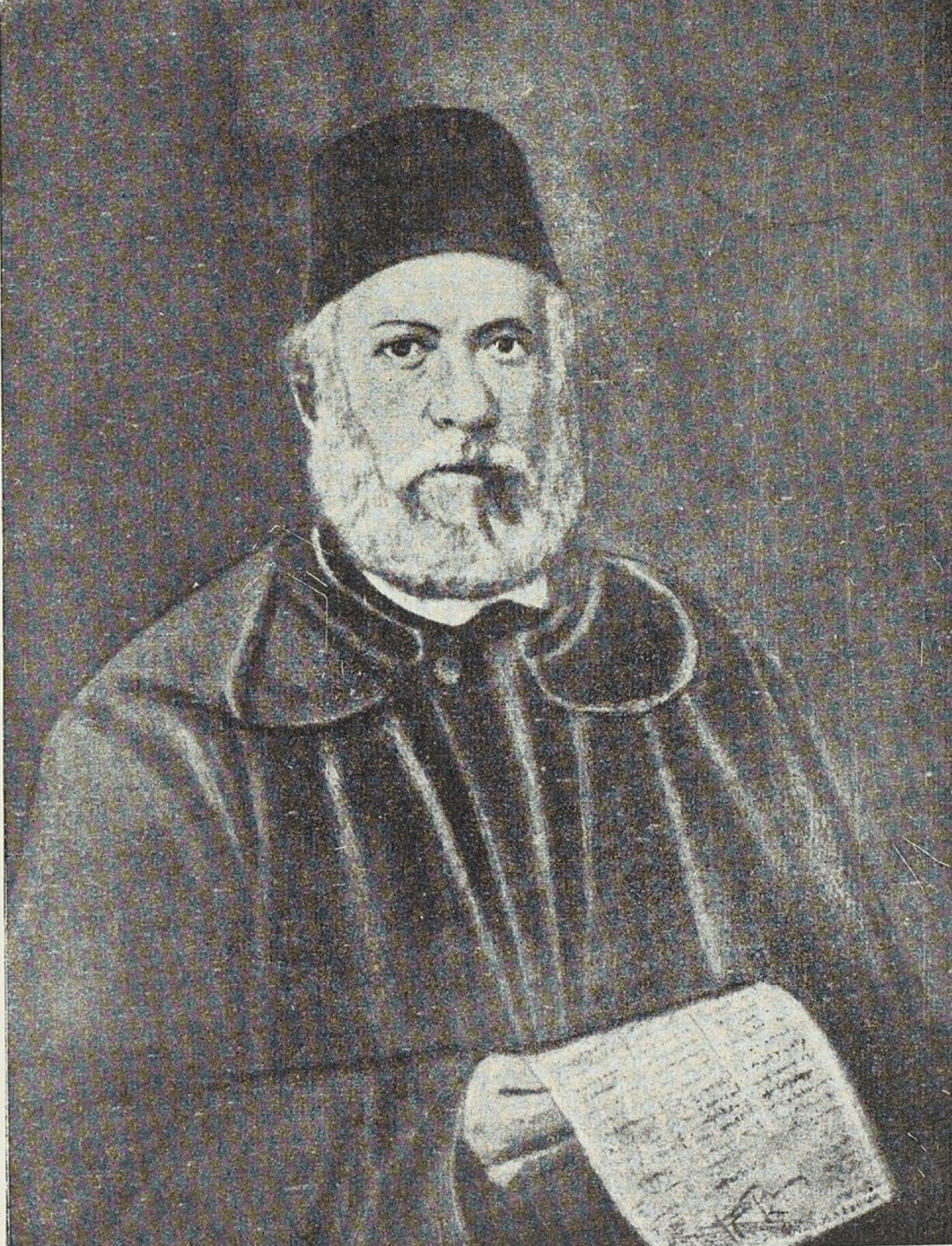
Ahmad Faris Shidyaq.

Ahmad Faris Shidyaq (también conocido como Fares Chidiac, Faris Al Chidiac, árabe: أحمد فارس الشدياق ) fue un estudioso, escritor y periodista libanés. De nacimiento maronita, se convirtió al protestantismo y luego al Islam. Es considerado uno de los padres fundadores de la literatura árabe moderna.

## Biografía
Existe considerable misterio sobre los detalles de la vida de Ahmad Faris Shidyaq. Entre las numerosas referencias autobiográficas que hay en sus escritos, no es fácil separar lo que son creaciones románticas de la realidad. 

### Comienzos
Ahmad Faris Shidyaq nació en 1804 en Ashqout (árabe: عشقوت ), una villa de montaña en el distrito de Keserwan en la Gobernación del Monte del Líbano. Al nacer se lo llamó Faris. Su padre se llamaba Youssef. Su madre provenía de la familia Massaad de Ashqout.
La familia, Shidyaq, era una familia distinguida, cuyas raíces se remontaban al muqaddam maronita Raad Bin Khatir (árabe: رعد بن خاطر الحصروني ) de Hasroun. Su familia ostentaba elevados niveles de educación y sus miembros eran secretarios de los gobernadores del Monte del Líbano.
En 1805, la familia fue obligada a dejar Ashqout luego de un conflicto con el gobernador local que le costó la vida a Butrus Ash-Shidyaq, el abuelo de Faris. La familia se asentó en Hadath, en los suburbios de Beirut y entró a trabajar para un príncipe Shihabi.
Faris concurrió a la escuela en Ayn Warga junto con sus hermanos, Tannous (1791–1861) y Assaad (1797–1830) y su primo Boulos Massaad (1806–1889), esta era una de las escuelas maronitas más prestigiosas del siglo XIX. Nuevamente un conflicto enfrentó a la familia Shidyaq con el príncipe Bashir Shihab II, y obligó a Youssef Ash-Shidyaq a buscar refugio en Damasco donde falleció en 1820. Faris dejó la escuela y continuó sus estudios con sus hermanos Assaad y Tannous. Luego trabajó con su hermano Tannous, como copista al servicio del príncipe Haydar Shihab, su hermano Assaad se desempeñaba como secretario del Sheikh Ali Al-Emad en Kfarnabrakh, en el distrito de Chouf.
La carrera y la vida de Faris quedarían determinadas por el trágico destino de su hermano Asaad.

### Vida posterior
Hacia 1820, el encuentro de Assaad Shidyaq con Jonas King, un misionero de la American Board of Commissioners for Foreign Missions, lo llevó a convertirse al protestantismo. Fue excomulgado por la excomunión automática promulgada por el Patriarca maronita Youssef Hobeich (1823–1845) contra todos aquellos que entraran en acuerdos con misioneros evangélicos. Assaad fue posteriormente detenido en el Monasterio de Qannoubine en el valle de Qadisha donde falleció en 1830
Para 1825, Faris ya había dejado el Líbano y vivía en Egipto, estando atormentado por las desventuras de Assaad. La muerte de su hermano ejercerá una importante influencia sobre sus decisiones y su carrera. Nunca le perdonó a su hermano Tannous y a su primo Boulos Massaad (que posteriormente será Patriarca Maronita (1854–1890)) el rol que desempeñaron en los trágicos eventos que condujeron a la muerte de Assaad. 
En 1826, se casó con Marie As-Souly, hija de una rica familia cristiana egipcia, originalmente de Siria. Tuvieron dos hijos: Faris (1826–1906) y Fayiz (1828–1856).

## Obras
A partir de 1980, se publicaron varios libros conteniendo obras inéditas de Shidyaq. Varios estudios importantes se dedicaron a sus pensamientos y vida. Vale la pena destacar:
- Jubrān, S., & Shidyāq, A. F. (1991). Kitāb al-Fāriyāq: mabnāhu wa-uslūbuhu wa-sukhriyatuh. Dirāsāt wa-nuṣūṣ adabīyah, 6. Tel Aviv: Jāmiʻat Tall Abīb - University of Tel Aviv. OCLC 40126655
- Shidyāq, A. F., Ṭarābulsī, F., & ʻAẓmah, ʻA. (1995). Aḥmad Fāris Shidyāq. Silsilat al-aʻmāl al-majhūlah. London: Riyad El-Rayyes. ISBN 978-1-85513-288-7 OCLC 34773377
- Shidyāq, A. F., & Ṣulḥ, ʻI. (1982). Iʻtirāfāt al-Shidyāq fī kitāb al-Sāq ʻalá al-sāq. Bayrūt, Lubnān: Dār al-Rāʼid al-ʻArabī. OCLC 15721715

## Trabajos publicados
- Shidyāq, A. F., & Sawaie, M. (2004). Rasā'il Aḥmad Fāris al-Shidyāq al-maḥfūẓah fī al-Arshīf al-Waṭanī al-Tūnisī. Beirut: al-Muʼassasah al-ʻArabīyah lil-Dirāsāt wa-al-Nashr. OCLC 58390478
- Shidyāq, A. F., & Maṭwī, M. a.-H. (2006). Sirr al-layāl fī al-qalb wa-al-ibdāl fī ʻilm maʻānī al-alfāẓ al-ʻArabīyah: al-muqaddimah wa-mukhtārāt. Beirut: Dār al-Gharb al-Islāmī. OCLC 68745724
- Shidyāq, A. F., & Williams, H. G. (1866). A practical grammar of the Arabic language: with interlineal reading lessons, dialogues and vocabulary. London: Bernard Quaritch. OCLC 9177725
- Shidyāq, A. F. (1973). al-Jāsūs ʻalá al-Qāmūs. [Beirut]: Dār Ṣādir. OCLC 21417692
- Shidyāq, A. F., & Khāzin, N. W. (1966). al-Sāq ʻalá al-sāq fī mā huwa al-fāryāq: aw Ayyām wa-shuhūr wa-aʻwām fī ʻajam al-ʻArab wa-al-aʻjām. Bayrūt: Dār Maktabat al-Ḥayāh. OCLC 21469257
- Fāris, S., & Shidyāq, A. F. (1871). Kanz al-raghāʼib fī muntakhabāt al-Jawāʼib. [Istanbul]: Maṭbaʻat al-Jawāʼib. OCLC 11426489
- Shidyāq, A. F. (2004). al-Wāsitah fī ma'rifat ahwāl Māltah: wa kasaf al-mukhabbāʼ ʻan funūn Ūrubbā 1834-1857. Irtiyād al-āfāq. Abū Ẓaby: Dār al-Suwaydī. ISBN 978-9953-36-589-3 OCLC 58427690
- Shidyāq, A. F., & ʻAmāyirah, M. A. (2003). Mumāḥakāt al-taʼwīl fī munāqiḍāt al-Injīl. ʻAmmān: Dār Wāʼil lil-Nashr. ISBN 978-9957-11-225-7 OCLC 53814162
- Shidyāq, A. F., & Khawam, R. R. (1991). La jambe sur la jambe: roman. Domaine étranger. Paris: Phébus. OCLC 24627621
- Shidyāq, A. F., Khūrī, Y. Q., & Ībish, Y. (2001). Mukhtarat min āthar Aḥmad Fāris al-Shidyāq. Bayrūt: al-Muʼassasah al-Sharqīyah lil-Nashr. OCLC 47781016
- Shidyāq, A. F., & Shawābikah, M. ʻ. (1991). al-Shidyāq al-nāqid: muqaddimat dīwān Aḥmad Fāris al-Shidyāq. ʻAmmān: Dār al-Bashīr. OCLC 33923343
- Shidyāq, A. F. (1992). Kitāb ghunyat al-ṭālib wa-munyat al-rāghib: durūs fī al-ṣarf wa-al-naḥw wa-ḥurūf al-maʻānī. Sūsah, Tūnis: Dār al-Maʻārif lil-Ṭibāʻat wa-al-Nashr. ISBN 978-9973-16-246-5 OCLC 32313699
- Shidyāq, A. F. (1881). Kitāb al-bākūrah al-shahīyah fī naḥw al-lughah al-Inkilīzīyah. Qusṭanṭīnīyah: Maṭbaʻat al-Jawāʼib. OCLC 11480764
- Shidyāq, A. F. (1983). Kutub al-Muqaddasah, wa-hiya Kutub al-ʻAhd al-ʻAtīq ... wa-Kutub al-ʻAhd al-Jadīd li-Rabbina Yasūʻ al-Masīḥ. Ṭarābulus: Maktabat al-Sāʼiḥ.  Society for Promoting Christian Knowledge (Great Britain). OCLC 16653600
- Shidyāq, A. F. (1882). al-Lafīf fī kulli maʻná ṭarīf. Qusṭanṭīnīyah: Maṭbaʻat al-Jawāʼib. OCLC 33994725
- Shidyāq, A. F. (1880). Abdaʻ mā-kān fī ṣuwar Salāṭīn Āl ʻUthmān = Album des souverains ottomans. Constantinople: Maṭbaʻat al-Jawāʼib. OCLC 15623629
- al-Shidyāq, A. F. (1855). La vie et les aventures de Fariac; relation de ses voyages, avec ses observations critiques sur les arabes et sur les autres peuples. Paris: B. Duprat. OCLC 40975171
- Church of England, & Shidyāq, A. F. (1840). Kitāb al-ṣalawāt al-ʻāmmah wa-ghayrihā min rusūm al-kanīsah. Fālittah: [s.n.]. Malta. OCLC 25349490
- Shidyāq, A. F., Mavor, W. F., & Damīrī, M. i. M. (1841). Sharḥ ṭabāyiʻ ʼal-ḥayawān. ʼal-Juzʼ 1, Fī dhawāt ʼal-ʼarbaʻ wa-ʼal-ṭayr. Malta. OCLC 85056798
- Shidyāq, A. F. (1858). Iʻlâm; prospectus. Marseille: Impr. orientale d'Arnaud. OCLC 44171466